# Památník rybářky
Památník rybářky, španělsky Monumento a la Pescadora, je exteriérová bronzová plastika. Nachází se u pláže Playa de Puerto na pobřeží Atlantského oceánu ve městě Puerto de la Cruz v comarce Valle de La Orotava na ostrově Tenerife na Kanárských ostrovech ve Španělsku.

## Historie a popis
Památník rybářky, který patří mezi nejznámější symboly města Puerto de la Cruz, vytvořil v roce 2008 španělský a baskický sochař Julio Nieto (*1964), který žije na Tenerife. Je to realisticky vzhlížející plastika plná detailů, která ztvárňuje mladou dlouhovlasou ženu plnou života - kráčející bosou rybářku oblečenou v ženských šatech. Rybářka v pravé ruce drží vědro s rybami a na hlavě má položený proutěný koš z něhož vyčnívají chapadla chobotnice a další ryby, a který podpírá levou rukou. Rybářka je ztvárněna jako mluvící/křičící, protože má široce otevřená ústa. Dílo, které je umístěné přímo na úrovni ulice, také reaguje na skutečnost, že Puerto de la Cruz bylo po několik staletí rybářskou vesnicí. V roce 2020 byla plastika složitě restaurována pod vedením jejího autora, protože byla sražena neopatrným řidičem bagru, který zde pracoval. Z bronzové pamětní desky u pomníku je zřejmé, že pomník nechal zhotovit městský Club de Leones za finanční podpory veřejnosti.

## Další informace
Dílo je celoročně volně přístupné.

## Galerie

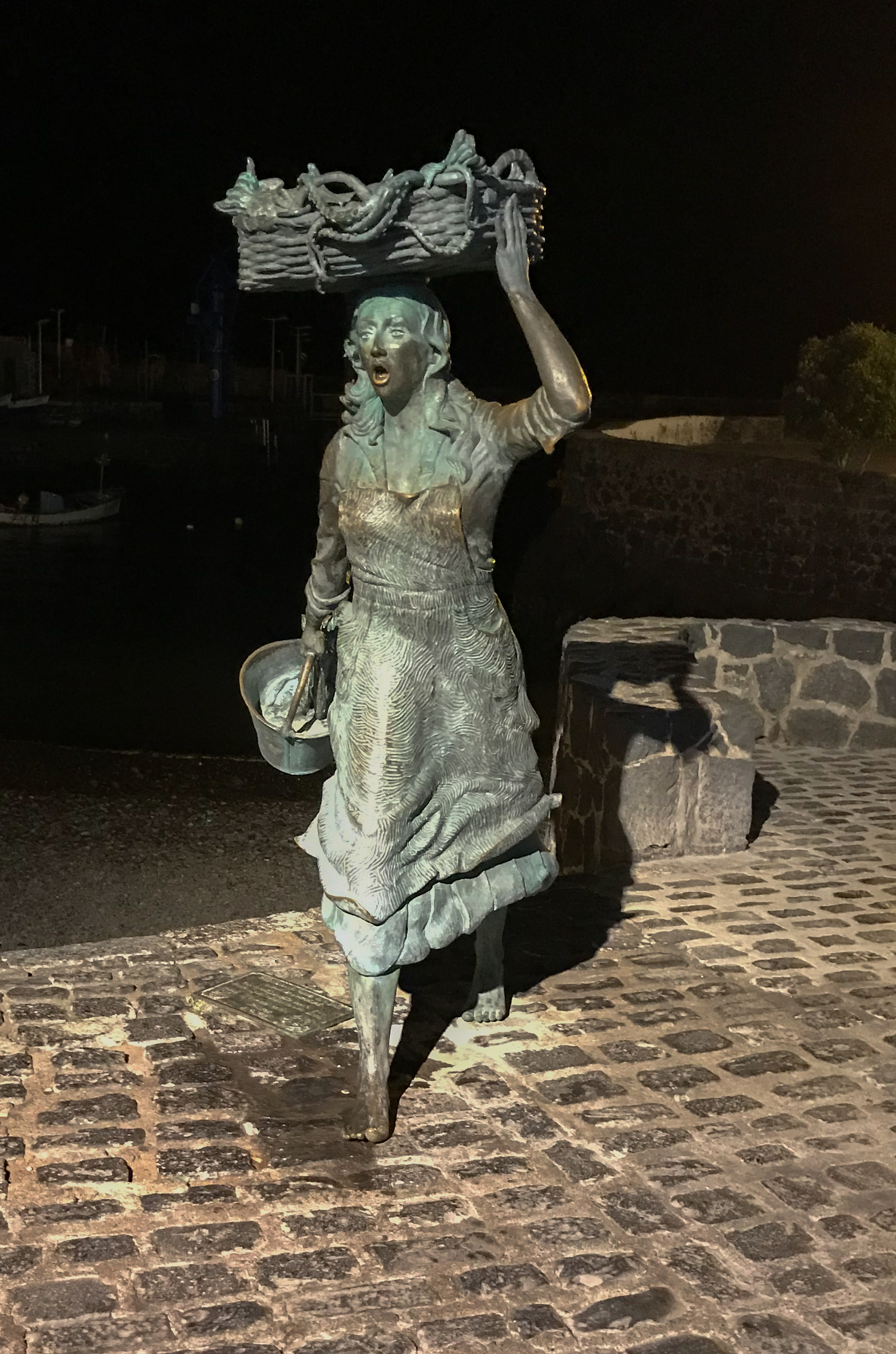
Noční fotografie
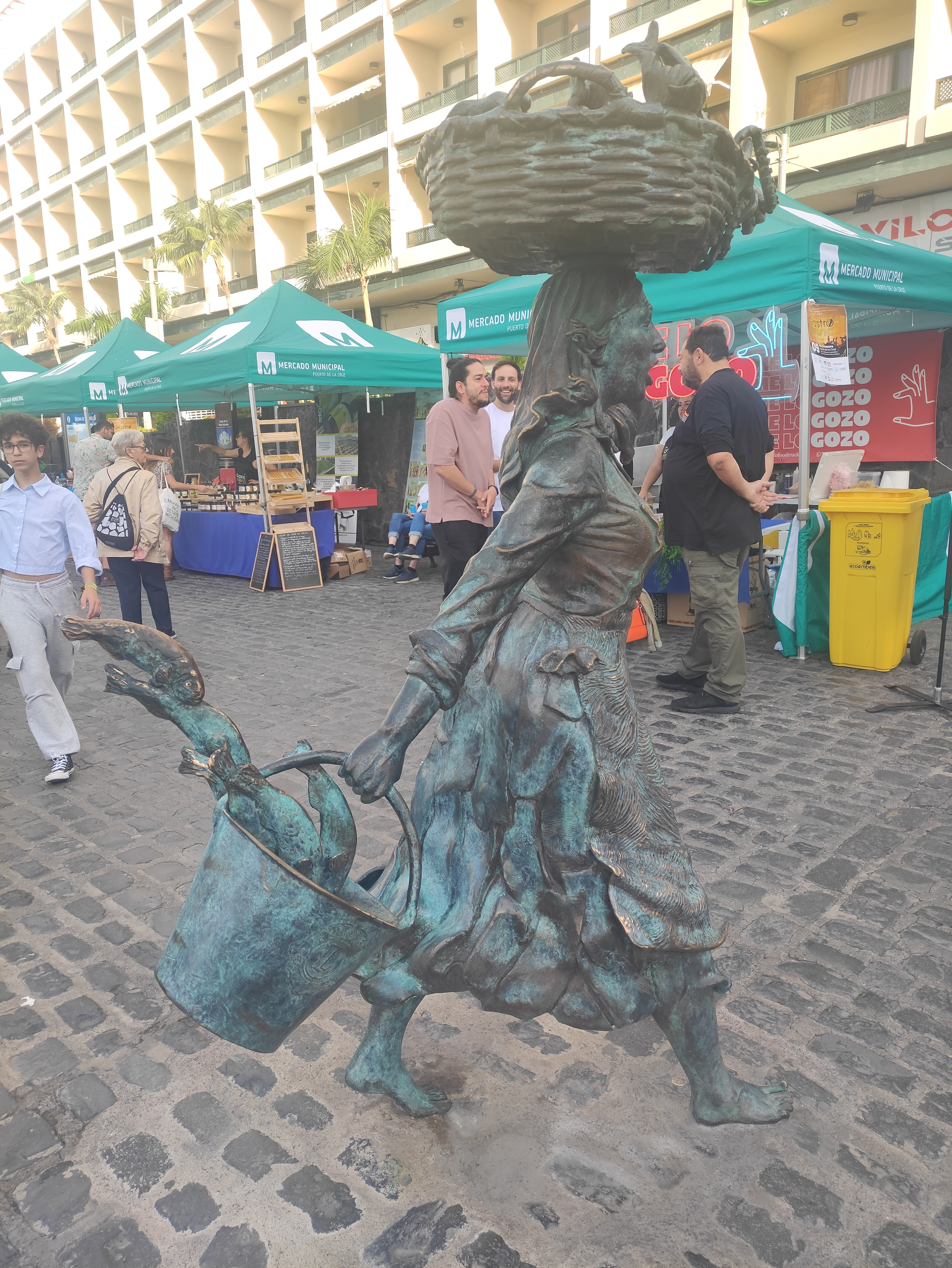
Denní fotografie
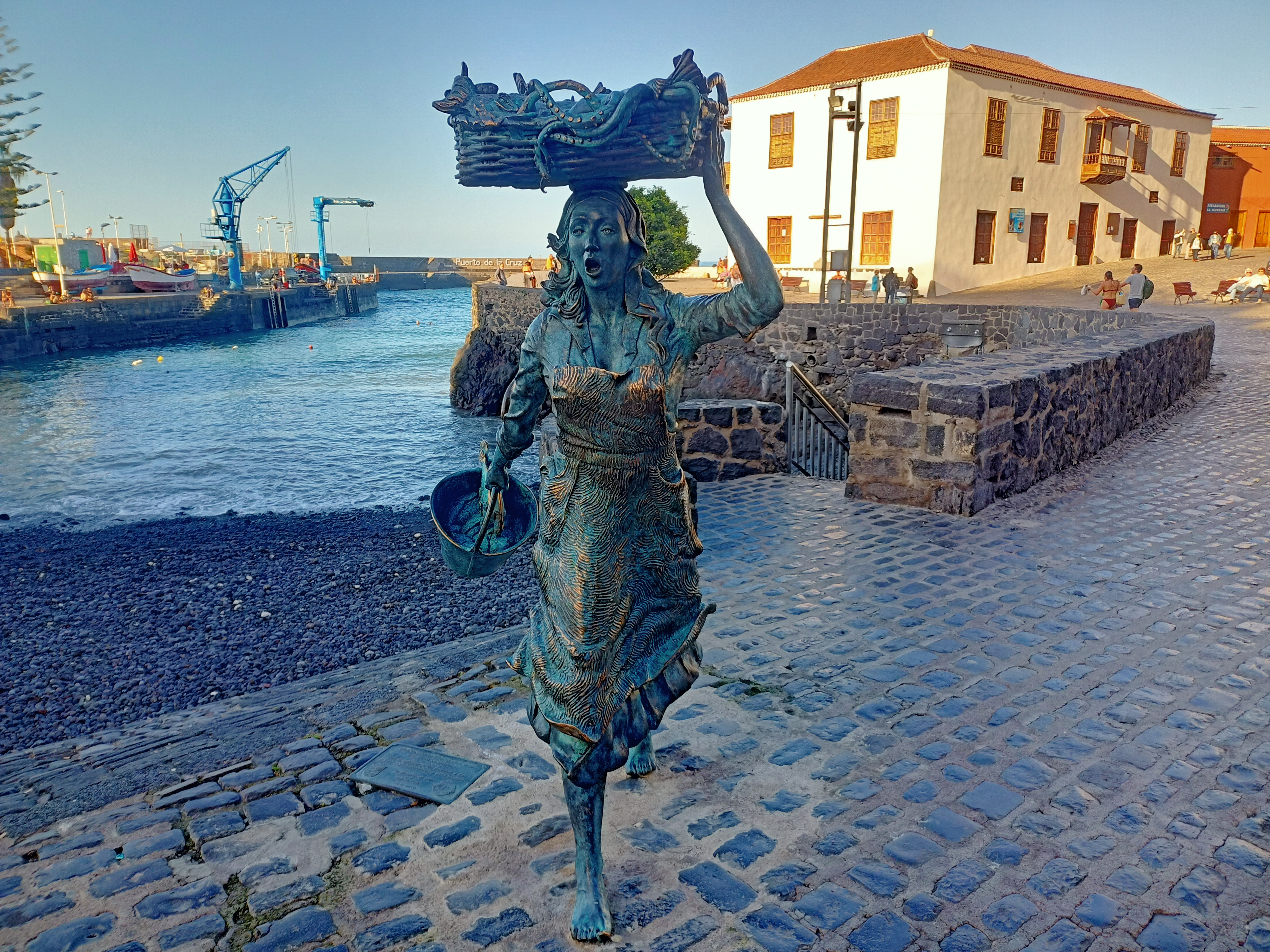
S pozadím oceánu
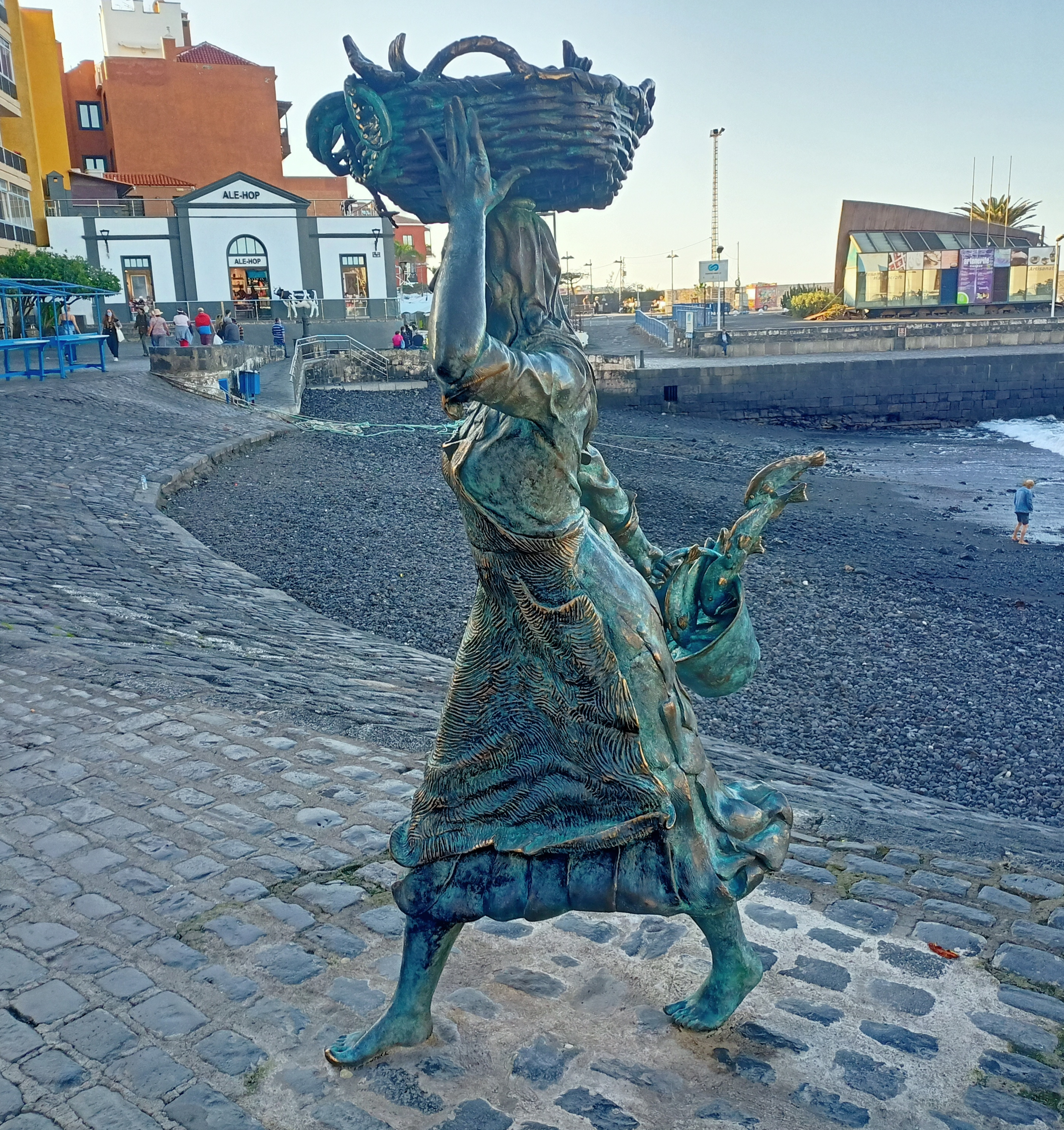
Boční pohled na dílo a pláž
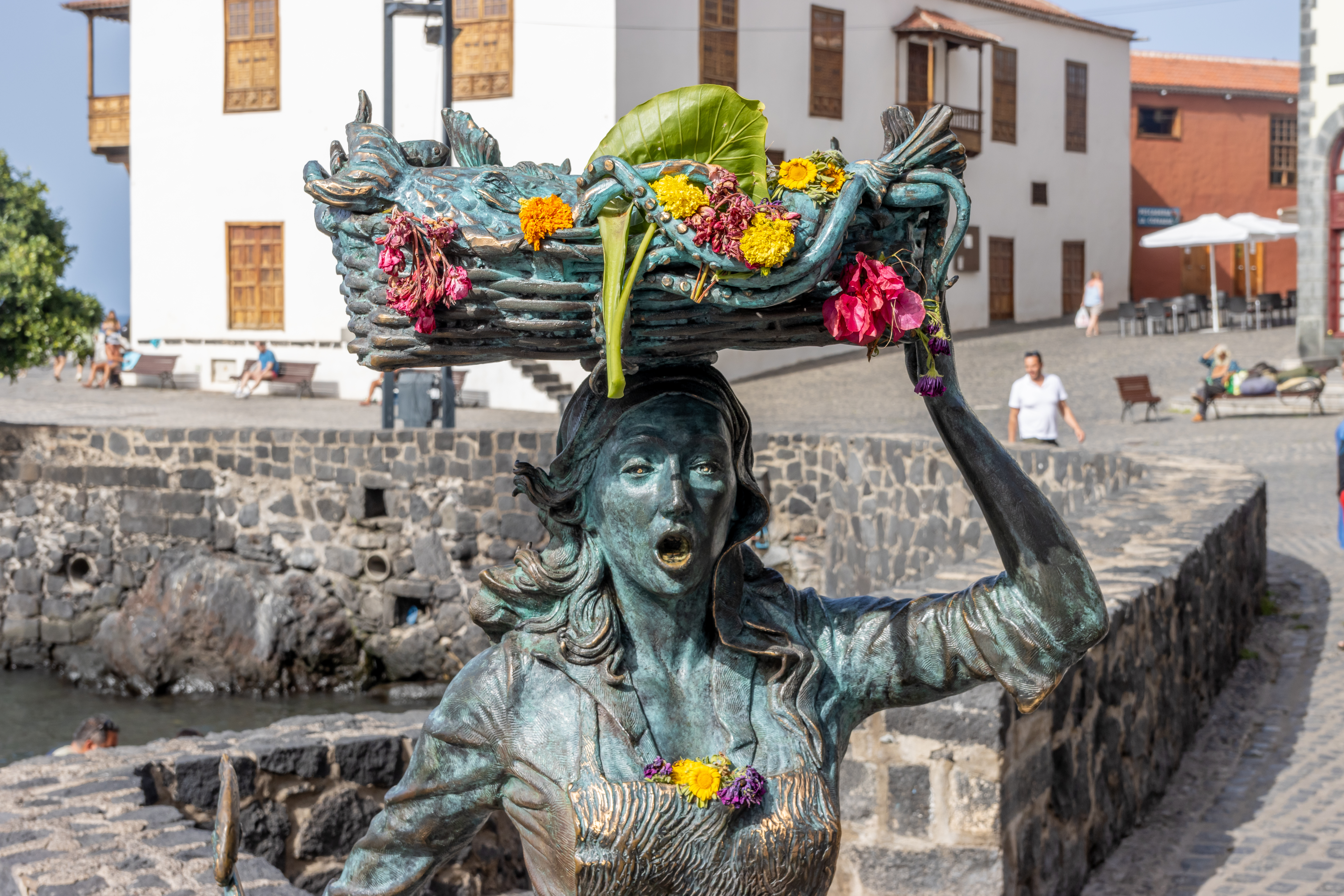
Detail díla
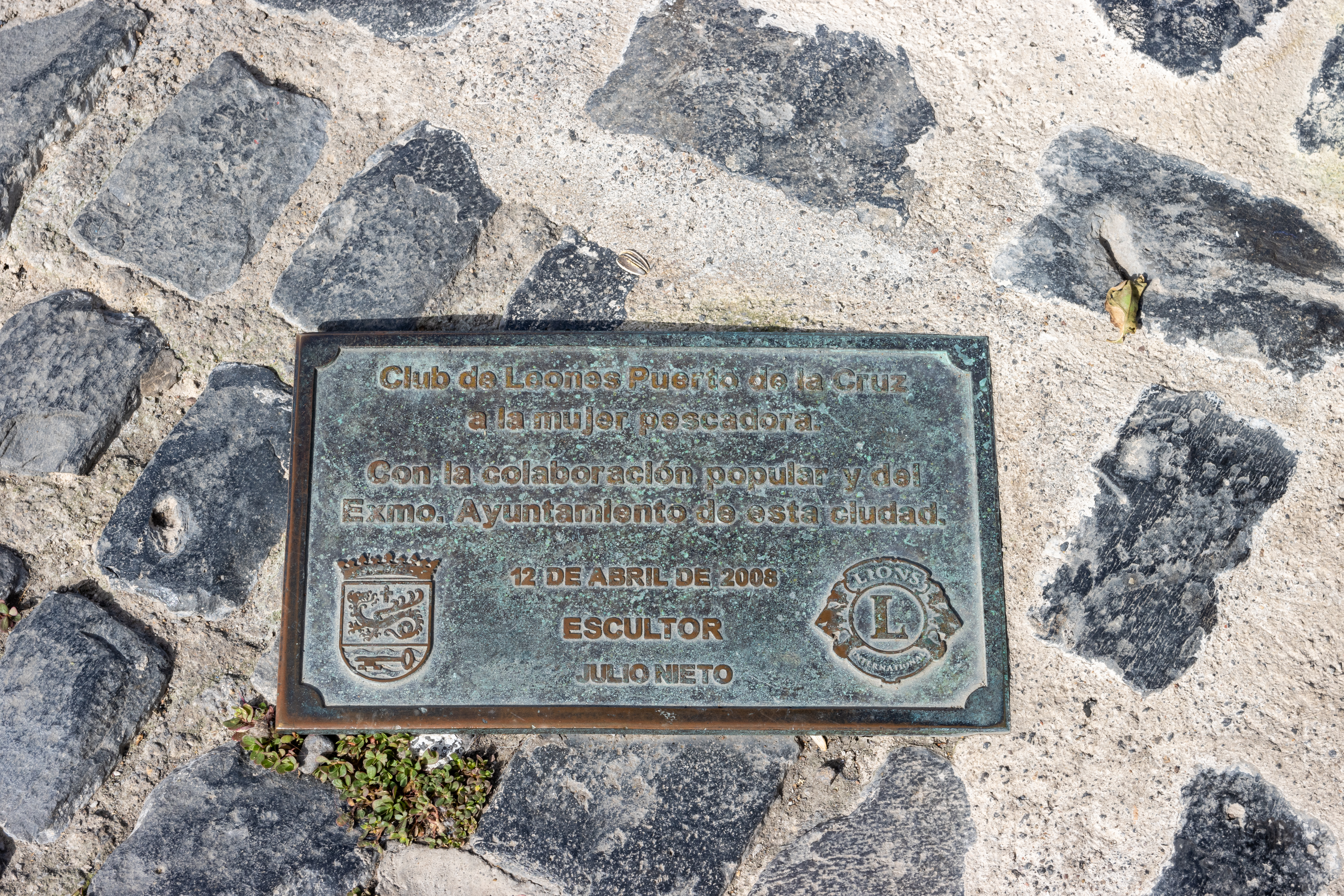
Pamětní deska u díla